# Jesenski
Jesenski (slovaško Jesenskovci, madžarsko Jeszenszky) so bili slovaška plemiška družina s posestvi na Češkem in Ogrskem.

## Zgodovina
Ustanovitelj rodbine je bil nižji plemič Andrej, kateremu je leta 1271 ogrski kralj Ladislav IV. dodelil Turčiansko županijo, ki je vključevala naselje Jeszen po katerem je družina dobila ime.
Ladislav Jesenski, Andrejev potomec, se je udeležil in padel v bitki pri Mohaču leta 1526. Po bitki je bil del kraljevine priključen Osmanskem cesarstvu, družina pa je s tem izgubila svoja ogrska posestva. Bratje Melhior, Lorenc in Baltazar so zatem odšli z Ogrskega in se naselili na Češkem in v Šleziji. Baltazarjev sin Jan, znan pod svojim pollatinskim imenom Jan Jessenius je zaslovel kot znanstvenik.
Potomci Jesenskih še danes živijo na Slovaškem, Madžarskem in Češkem. Najbolj znani živeči potomec družine je madžarski politik Géza Jeszenszky.

## Znani člani družine
- Ján Jesenský-Jessenius (* 1566, † 1621), slovaški znanstvenik, zdravnik in politik
- Ladislav Jesenský (* 1812, † 1870), slovaški pesnik in učitelj
- Růžena Jesenská (* 1863, † 1940), češka učiteljica, pesnica in pisateljica
- Janko Jesenský (* 1874, † 1945), slovaški pesnik, romanopisec in prevajalec
- Fedor Jesenský (1877, † 1958), slovaški prevajalec in bankir
- Vladimír Milan Gustáv Jesenský (* 1879, † 1960), slovaški bankir in politik
- Jan Jesenský (* 1890, † 1947), češki zdravnik in učitelj na Karlovi univerzi
- Milena Jesenská (* 1890, † 1947), češka novinarka in prevajalka
- Fedor Jesenský  (* 1904, † 1949), slovaški pravnik, prevajalec in založnik
- Jan Jesenský ml. (* 1904, † 1942), češki zobozdravnik
- Jiří Jesenský (* 1905, † 1942), češki zdravnik, mečevalec in vojak
- Ferenc Jeszenszky (* 1905, † 1990), madžarski ekonomist, od 1949 do 1952 generalni direktor Madžarske narodne banke
- Michal Jesenský (* 1933, † 2018), slovaški znanstvenik
- Géza Jeszenszky (* 1941), madžarski zunanji minister
- Miloš Jesenský (* 1971), slovaški pisatelj